# Calverley (village)
Pour les articles homonymes, voir Calverley.
Calverley est un village en banlieue de la cité de Leeds, au Yorkshire de l'Ouest, Angleterre. Il est situé sur la route A657 (en), à environ 16 km du centre-ville de Leeds city (en) et 7 km de Bradford. En 2011, il compte 4 328 habitants.

## Histoire
D'après le Domesday Book (1086), Calverley se nomme « Caverleia ».